# Taryn Brasher
Taryn Kloth Brasher (Sioux Falls, 10 april 1997) is een Amerikaans beachvolleyballer.

## Carrière
Brasher speelde als hoekspeler voor het zaalteam van Creighton University in Omaha en later als beachvolleyballer voor Louisiana State University. Ze maakte in 2021 haar professionele debuut met Kristen Nuss in de AVP Tour. Ze wonnen het toernooi van Atlanta en eindigden later dat seizoen als derde in Chicago en als vijfde in Manhattan Beach. Een jaar later debuteerde het duo in de Beach Pro Tour. Ze wonnen bij hun internationale debuut in maart 2022 het Future-toernooi van Coolangatta. In april eindigden ze als negende bij het Challenge-toernooi van Itapema en in mei wonnen ze het Challenge-toernooi van Kuşadası. Vervolgens bereikten ze bij elk van de vijf Elite16-toernooien waar ze aan deelnamen de kwartfinale; in Torquay bereikten ze de halve finale die verloren werd van hun landgenoten Sara Hughes en Kelly Cheng. Brasher en Nuss sloten het internationale seizoen af met een vijfde plaats bij de Finals in Doha. In eigen land namen ze deel aan zeven AVP-toernooien en boekten ze drie overwinningen (Austin, Chicago en Phoenix) en een tweede plaats in New Orleans.
Het daaropvolgende seizoen kwamen ze bij tien Elite16-toernooien tot twee overwinningen (La Paz en Uberlândia), twee tweede plaatsen (Hamburg en Parijs), een derde plaats (Gstaad), een vierde plaats (João Pessoa) en drie vijfde plaatsen (Doha, Ostrava en Montreal). In oktober namen ze in Tlaxcala voor het eerst deel aan de wereldkampioenschappen. Brasher en Nuss bereikten de halve finale die verloren werd van Hughes en Cheng. In de troostfinale wonnen ze de bronzen medaille door het Australische duo Mariafe Artacho del Solar en Taliqua Clancy in drie sets te verslaan. In december wonnen ze goud bij de Beach Pro Tour Final in Doha ten koste van het Duitse duo Svenja Müller en Cinja Tillmann. In de AVP Tour kwamen ze in actie op vier toernooien waarbij ze twee overwinningen (Atlanta en Chicago) en twee derde plaatsen (New Orleans en Huntington Beach) behaalden. In 2024 speelde het duo drie wedstrijden in de Amerikaanse competitie met een overwinning in Manhattan Beach en tweede plaatsen in Huntington Beach en Chicago als resultaat. In de Beach Pro Tour namen Brasher en Nuss deel aan vijf Elite16-toernooien. Ze wonnen de toernooien van Espinho en Gstaad en eindigden als tweede in Brasilia. Het duo plaatste zich als tweede op de olympische ranglijst voor de Olympische Spelen in Parijs. Bij hun olympisch debuut werden ze in de achtste finale uitgeschakeld door het Canadese tweetal Melissa Humana-Paredes en Brandie Wilkerson. Brasher en Nuss sloten het jaar af met de overwinning bij de seizoensfinale in Doha tegen hun landgenoten Terese Cannon en Megan Kraft.
Brasher en Nuss begonnen het seizoen daarop met drie podiumplaatsen in de mondiale competitie. In Quintana Roo wonnen ze brons, in Saquarema zilver en in Brasilia goud.

## Palmares
Kampioenschappen
- 2023:  WK
- 2024: 9e OS

Beach Pro Tour
- 2022:  Coolangatta Future
- 2022:  Kuşadası Challenge
- 2023:  La Paz Challenge
- 2023:  Elite16 Uberlândia
- 2023:  Elite16 Gstaad
- 2023:  Elite16 Hamburg
- 2023:  Elite16 Parijs
- 2023:  Beach Pro Tour Final Doha
- 2024:  Elite16 Brasilia
- 2024:  Elite16 Espinho
- 2024:  Elite16 Gstaad
- 2024:  Beach Pro Tour Final Doha
- 2025:  Elite16 Quintana Roo
- 2025:  Elite16 Saquarema
- 2025:  Elite16 Brasilia